# 아내의 반란 (드라마)
《아내의 반란》은 2004년 10월 15일부터 2005년 1월 21일까지 방영된 SBS 금요드라마이다.

## 기획 의도
부부 사이의 성적 문제와 자의식 찾기를 코믹하게 그리는 드라마

## 줄거리
김정강-조준기 커플은 상대적으로 아내에게 콤플렉스가 있는 남편으로 인해 섹스트러블이 있는 부부로 이를 위해 정신과 치료까지 받게 된다. 이들은 각각 정준모과 고상희에게 한눈을 팔지만 결국 제자리로 돌아오게 된다.
장진애-박민구 커플은 남편이 화장품 회사 임원으로 남편의 바람기를 아내가 잡아가게 된다. 양필순-김병구 커플은 남편이 구두쇠라 끝없이 싸움과 화해를 반복하다가 결국 남편이 사기 피해를 당하면서 부인에게 꽉 잡히게 된다.

## 등장 인물

### 주요 인물
- 변정수 : 김정강 역

조준기의 아내. 호텔 프론트 오피스 매니저. 대졸. 빼어난 미모에다 운동으로 다져진, 나이답지 않은 날씬한 몸매를 가졌고 탄탄한 직업도 가진, 말 그대로 캐리어 우먼.
- 조민기 : 조준기 역

정강의 동갑내기 남편. 대학의 사학과 교수. 우수 어린 지적인 학자 풍의 남자였기에 뭇 남성을 제치고 김정강이라는 잘난 여자를 차지하여 무척 행복한 가정을 꾸려왔다.
- 홍리나 : 장진애 역

박민구의 아내. 전업주부. 대졸. 9살 난 아들이 있다. 돈 잘 버는 남편 덕분에 아쉬운 줄 모르고 산다. 웬만한 일은 다 감싸고 넘어가 줄 것 같은 편안하고 수더분한 성격.
- 선우재덕 : 박민구 역

장진애의 남편으로 대학 선배. 대기업 홍보실장. 수려한 외모에 훤칠한 키. 다정다감한 말씨와 태도, 몸에 밴 매너로 그 어떤 여자라도 혹할 만한 세련된 신사이다.
- 양정아 : 양필순 역

김병구의 아내. 고졸. 9살짜리 딸이 하나 있고 밥 걱정할 정도는 아니지만 부유한 삶은 아니다.
- 이상우 : 김병구 역

양필순의 남편. 고졸. 해보지 않은 일이 없을 만큼 파란 만장의 삶을 살았기에 지금 조그마한 와인삼겹살집을 하고 있지만 자부심이 대단하고 하루하루가 만족스럽다.

### 그 외 인물
- 강정화 : 장미애 역

장진애의 여동생. 대학생. 언니네 집에서 함께 살고 있다. 세상에서 형부만한 남자가 없다고, 언니가 세상에서 제일 행복한 여자라고 알고 산다.
- 이매리 : 고상희 역

조준기와 같은 대학, 같은 과의 시간강사. 젊었을 때는 자신에 대한 미모와 내숭으로 연예도 못해보고 연구와 콧대 때문에 결혼하지 못하고 지금의 나이에 이르렀다.
- 김준성 : 정준모 역

리조트 기획과 개발을 맡은 컨설턴트. 김정강의 마음을 사로잡게 된다.
- 김나운 : 진주 역

정강, 진애, 필순의 친구. 대졸. 이혼녀.
- 박정화 : 조혜린 역

준기의 딸.
- 공현주 : 현주 역

조준기가 교수로 있는 사학과 대학생. 약간의 공주병 끼가 있는 발랄한 캐릭터.
- 정재순
- 박순천
- 유승봉
- 권도경

## 결방
- 2004년 12월 31일 : 8시 55분부터 SBS 연기대상 1~2부 편성으로 인해 결방
- 2005년 1월 7일 : 신년특집 2부작 드라마 <내 사랑 토람이> 편성으로 인해 결방

## 연장
- 당초 24부작으로 기획되었으나 후속작 <사랑공감>의 캐스팅 문제 등을 고려하여 2회 연장된 26부작으로 변경 및 확정되었다.

## 참고 사항
- 해당 드라마가 편성됨으로써 SBS 금요드라마 시간대가 신설되었고, 금요일 오후 10시대 2회 연속 편성이라는 국내 방송 사상 첫 시도로 주목을 모았다.[1]
- 당초 심혜진이 장진애 역으로 낙점됐지만[2] SBS 드라마 <선택> 출연으로 포기한 데다 이전 작품(MBC '아줌마')과[3] 이미지가 비슷할 것을 우려하여 거절했다.
- 양필순 역으로 낙점된 지수원도 캐릭터에 대한 의견으로 담당 PD와 마찰을 겪어 하차하자[4] 견미리가 양필순 역으로 캐스팅되었으나 견미리 역시 개인사정으로 고사하여 양정아가 낙점되었다.
- 이 과정에서 제목이 <왕비과 하녀>에서[5] <아내의 반란>으로 바뀌었다.
- 추운 날씨에도 불구하고 온천 수영장으로 나들이를 가는 장면에서 변정수, 홍리나, 양정아가 가슴골이 드러난 수영복 차림을 과시했다는 이유로[6] 비판을 받은 바 있다.
- 고상희 역의 이매리는 눈물 연기로 호평을 받았다.[7]
- 극중 장진애 역을 맡았던 홍리나의 마지막 작품이기도 하다.